# 한동림
한동림(韓東林, 본명: 한국인(韓國仁, 출생 당시 본명) → 한규호, 1968년 ~ )은 대한민국의 소설가, 동화 작가이다.
전라남도 장흥군 회진면에서 소설가 한승원의 아들로 태어났으며 1991년에 동국대학교 국어국문학과를 졸업했다. 2016년 국제 부커상·2024년 노벨 문학상 수상자이기도 한 소설가인 한강은 그의 여동생이다. 1995년에 열린 《서울신문》 신춘문예에서 소설 《변태시대》가 당선되면서 문단에 등단했다. 그 뒤 소설집 《유령》(2004년), 장편 소설 《달꽃과 늑대》(2008년)를 발표했고 한규호라는 본명으로 《받침 없는 동화 시리즈》, 《받침 배우는 동화 시리즈》를 발표했다.

## 작품 목록

### 소설
- 2004년 소설집 《유령》 (문학동네)
- 2008년 장편 소설 《달꽃과 늑대》 (문학동네)

### 동화
- 2013년 동화집 《받침 없는 동화 시리즈》 (받침없는동화)
  - 《1편 치카치카 뽀그르르》
  - 《2편 피라미드의 저주?》
  - 《3편 도깨비의 귀가 아파요》
  - 《4편 무서워하지 마!·후추 대포, 고추 대포》
  - 《5편 내가 모조리 차지해야지!·무지개가 피어나요》
  - 《6편 괴도 두더지와 너구리 수사대》
  - 《7편 꼬마 지니와 무 오토바이·미라의 오아시스》
  - 《8편 나도 사자가 무서워·너 누구니?》
  - 《9편 이가 아파서 치과에 가요·싸우지 마!》
  - 《10편 유미와 지우의 미로 빠져나가기》
- 2013년 동화집 《받침 배우는 동화 시리즈》 (받침없는동화)
  - 《1편 마녀의 빗자루가 부러졌어요 - ㅅ 받침 편》
  - 《2편 옹기장수의 옹기가 와장창! - ㅇ 받침 편》
  - 《3편 감이와 담이의 보름밤 모험 - ㅁ 받침 편》
  - 《4편 내 딸을 돌려다오 - ㄹ 받침 편》
  - 《5편 신기한 돈궤 - ㄴ 받침 편》
  - 《6편 마법의 뒤집개·뒤집어져라 펴져라 - ㅂ 받침 편》
  - 《7편 척척박사와 꼬마 늑대 삐딱이·꼬마 늑대 삐딱이가 착해졌어요 - ㄱ 받침 편》
  - 《8편 달려라 끊어우먼, 날아라 끊어맨! - ㄶ 받침 편》
  - 《9편 잃어버린 반지 - ㅀ 받침 편》
  - 《10편 심술쟁이 붉은 괴물 - ㄺ 받침 편》